# Ilyen ma egy lány
Az Ilyen ma egy lány Szűcs Judith negyedik nagylemeze.

## A lemezen megjelent dalok[1]
1. Ilyen ma egy lány (Delhusa Angel-Ráti Ágnes)
2. Dodona (Rusznák Iván-Schönthal Henrik)
3. Gondolj vissza rá (Delhusa Angel-Ráti Ágnes)
4. Tíz centire a térképen (Delhusa Angel-Schönthal Henrik)
5. Telefon (Delhusa Angel-Ráti Ágnes)
6. Van-e helyem? (Delhusa Angel-Schönthal Henrik)
7. Csoda történt (Szűcs Antal Gábor-Schönthal Henrik)
8. Nem elég (Rusznák Iván-Schönthal Henrik)
9. Nagy idő (Somló Tamás-Ráti Ágnes)
10. Az én anyám (Schöck Ottó-Schönthal Henrik)

## Közreműködtek
- Szűcs Judith – ének, vokál
- Temesvári András – basszusgitár
- Császár Irén, Selényi Dezső, Fekete István, Gráner László, Muck Ferenc, Virág Ferenc – fúvósok
- Ölvedi Ferenc – dobok
- Rusznák Iván – gitár
- Aszalós Zoltán, Rusznák Iván, Várkuti Géza – billentyűs hangszerek
- Zsoldos Béla, Ruzicska Tamás – ütősök
- Csuka Mária, Csuka Mónika, Kalmusz József, Liener Márta, Postásy Júlia, Rusznák Iván, Ölvedi Ferenc – vokál